# P2Y受容体
P2Y受容体（P2Yじゅようたい、P2Y receptors）は、プリン受容体であるG蛋白質共役受容体に分類されるP2受容体ファミリーの一種である。ATP、ADP、UTP、UDP、UDPグルコース等のヌクレオチドで刺激される。ヒトでは8種類の受容体が存在することが知られており、それぞれP2Y1、P2Y2、P2Y4、P2Y6、P2Y11、P2Y12、P2Y13、P2Y14と呼ばれている。
P2Y受容体はヒトのほとんどの組織に存在しており、G蛋白質と共役する多彩な生物学的機能を担っている。

## 共役
P2Y受容体の賦活化が意味する生物学的機能は、シグナル伝達経路の下流とどのように共役しているかで異なる。共役する蛋白質としては、Gi、Gq/11、Gs蛋白質がある。ヒトP2Y受容体とG蛋白質の共役について、下記にまとめる。
| 蛋白質                | 遺伝子 | 共役         | ヌクレオチド         |
| P2Y1（英語版）        | P2RY1  | Gq/11        | ADP                  |
| P2RY2                 | P2RY2  | Gq/11        | ATP, UTP             |
| P2RY4                 | P2RY4  | Gi and Gq/11 | UTP                  |
| P2RY5 / LPA6          | LPAR6  |              | リゾホスファチジン酸 |
| P2RY6                 | P2RY6  | Gq/11        | UDP                  |
| P2RY8                 | P2RY8  |              | オーファン受容体     |
| P2RY9 / LPAR4 / GPR23 | LPAR4  |              | リゾホスファチジン酸 |
| P2RY10                | P2RY10 |              | オーファン受容体     |
| P2RY11                | P2RY11 | Gs and Gq/11 | ATP                  |
| P2RY12                | P2RY12 | Gi           | ADP                  |
| P2RY13                | P2RY13 | Gi           | ADP                  |
| P2RY14                | P2RY14 | Gi           | UDPグルコース        |

P2Y受容体の番号が処々飛んでいるのは、発見時にはP2Y受容体であると考えられたものの、その後異なることが明らかになったものがあるためである。

## 臨床的意義
- P2Y2は嚢胞性線維症治療薬の標的となり得る[3]。
- P2Y11は免疫反応の制御作用を持つ。その多型の内、北欧のコーカソイドの2割前後で見られるものは、心筋梗塞のリスクを上昇させることが知られており、P2Y11が心筋梗塞治療薬の標的となる可能性がある[4]。
- P2Y12は抗血小板薬であるクロピドグレル[5]や他のチエノピリジン系薬剤の標的である。